# Prîmirne, Kameanka-Dniprovska
Prîmirne (în ucraineană Примірне) este un sat în comuna Novovodeane din raionul Kameanka-Dniprovska, regiunea Zaporijjea, Ucraina.

## Demografie
Componența lingvistică a localității Prîmirne
     Ucraineană (88,84%)
     Rusă (11,16%)
Conform recensământului din 2001, majoritatea populației localității Prîmirne era vorbitoare de ucraineană (88,84%), existând în minoritate și vorbitori de rusă (11,16%).